# Chiesa di Santa Maria Maddalena (Arezzo)
La chiesa di Santa Maria Maddalena è una chiesa di Arezzo.
La chiesa e il convento omonimo hanno avuto origine prima del XIV secolo. Sostituendo la piccola struttura iniziale, nel 1561 fu costruita una chiesa più grande dove fu portata la Madonna col Bambino detta della Rosa, dipinta da Spinello Aretino nel Duomo Vecchio, oggi molto rovinata e incorniciata dall'altare in pietra scolpito da Pietro di Subisso su disegno di Guillaume de Marcillat nel 1525 circa per la chiesa della Santissima Trinità.
La chiesa è oggi sconsacrata e di proprietà privata.